# Pelo urticante
Los pelos urticantes son uno de los mecanismos de defensa primarios utilizados por numerosas plantas, algunas tarántulas de América, y varias orugas lepidópteras. Urtica en latín significa "ortiga", y los pelillos que urtican son una característica de muchas plantas en varias familias. El término también se refiere a cierto tipo de pelos con pelillos que recubren las superficies dorsal y posterior del abdomen de una tarántula u oruga. Muchas especies de tarántula a veces se arrancan los pelos del abdomen, arrojándolos a sus atacantes. Estos pelos se pueden introducir en la piel del otro animal o en sus ojos, induciendo así una sensación de irritación. Son permanentes y pueden ser venenosos

## Pelos urticantes en las plantas

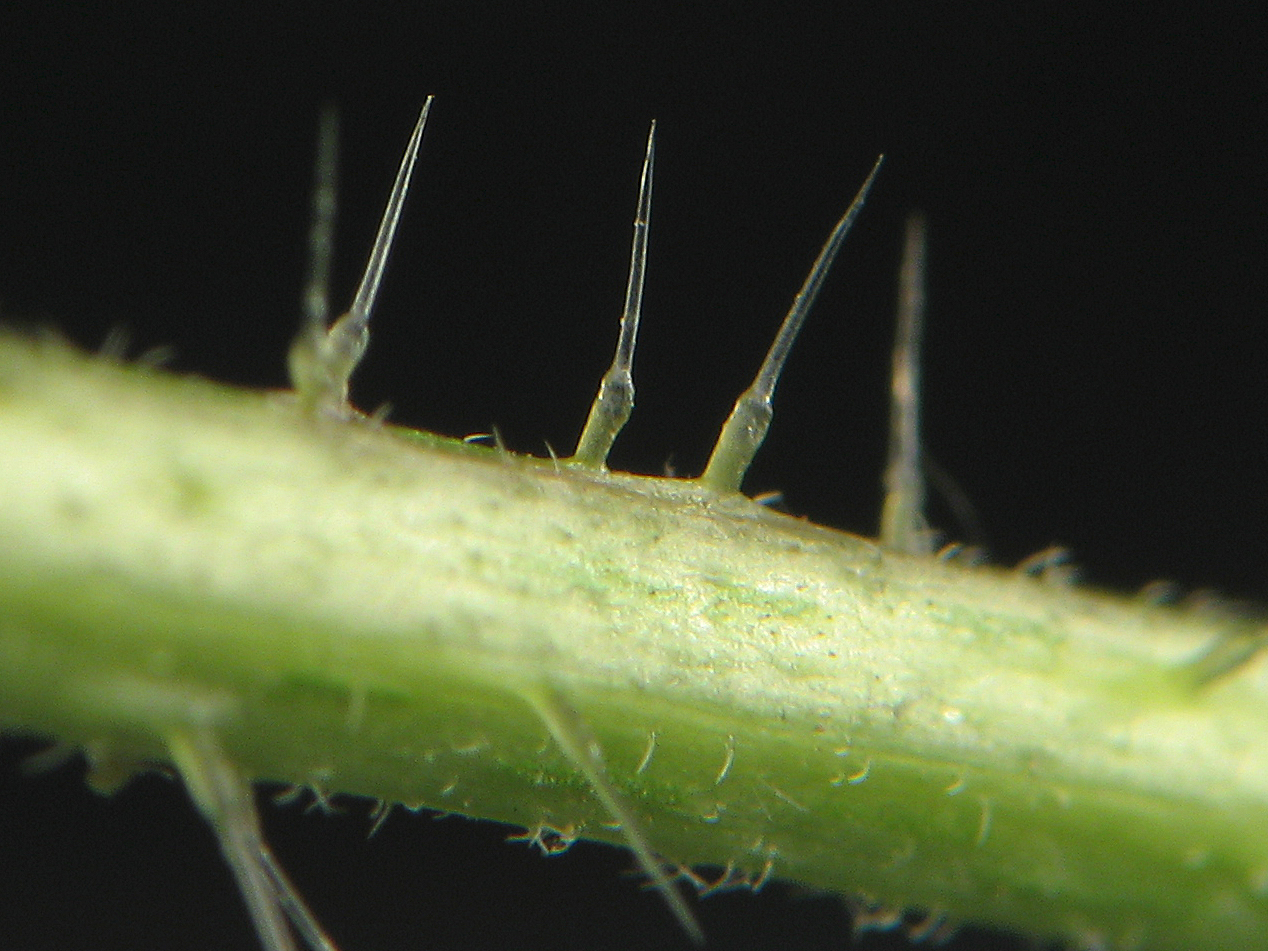
Pelos urticantes en una ortiga.

La forma más común de pelos urticantes en las plantas es la que se presenta en las ortigas, que posee pelos aguzados huecos que se asientan sobre una glándula que secreta un fluido con alguna toxina. Las puntas de estos pelos por lo general se rompen en la herida, y el fluido acre penetra en la misma. Varias plantas no emparentadas con las ortigas poseen pelos defensivos similares, y sus nombres comunes por lo general reflejan esta característica (por ejemplo, en las Euphorbiaceae del género Cnidoscolus).

## Pelos urticantes en los lepidópteros

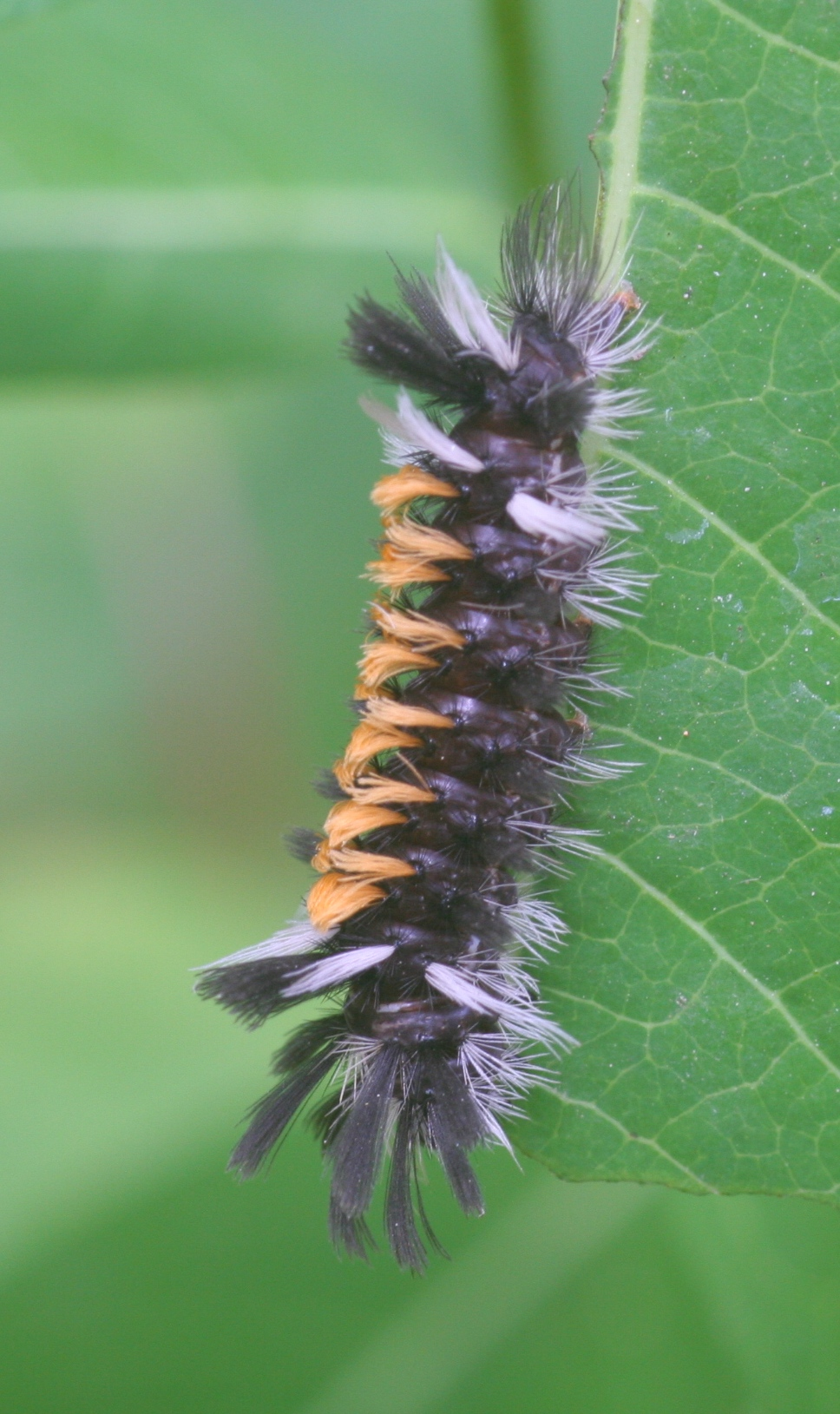
Oruga de mariposa Euchaetes egle, que posee pelos urticantes sobre su cuerpo.

Existen especies con pelos urticantes en por lo menos once familias de lepidópteros: Arctiinae (polillas tigre), Anthelidae (antélidos), Bombycidae, Eupterotidae, Lasiocampidae, Limacodidae, Lymantriidae, Megalopygidae, Noctuidae, Notodontidae (orugas de procesión), Nymphalidae, y Saturniidae (Matheson 1950, Riley y Johannsen 1938, Roth y Eisner 1962, Wirtz 1984). Algunos adultos pueden también tener escamas urticantes. A las orugas urticantes, en algunas partes se le llaman "gusanos tira-flechas", "gusanos quemadores", "gusanos pollito", entre otros nombres.

## Pelos urticantes en las tarántulas
Al nacer las tarántulas no poseen pelos urticantes, los mismos se forman con cada muda consecutiva, los pelos urticantes se presentan alrededor de zonas de pelos más oscuros en la parte superior trasera del abdomen de los juveniles, ensanchándose de una muda a la siguiente, pero cuando alcanzan edades avanzadas se juntan con el tono principal de la coloración abdominal. Los pelos urticantes no recubren todo el opistosoma y son distintos de los pelos abdominales.

## Tipos
Se conocen seis tipos diferentes de pelos urticantes en las tarántulas (M. Overton, 2002). Todos poseen diferentes formas y tamaño. 
- Tipo I (0.2–0.6 mm)
- Tipo II (0.5–1.5 mm)
- Tipo III (0.3–1.2 mm)
- Tipo IV (0.06–0.2 mm)
- Tipo V
- Tipo VI

Se cree que cada tipo de pelo urticante posee por objetivo un tipo de enemigo diferente. Se desconocen los objetivos de algunos tipos de pelos. 
El tipo II por lo general no es lanzado por la tarántula, en cambio se desprende por contacto directo. Sin embargo, existe por lo menos una especie de avicularia - Avicularia versicolor - que puede lanzar pelos urticantes del tipo II de su abdomen, en forma similar al comportamiento de las especies de la subfamilia Theraphosinae. Las tarántulas de los géneros Avicularia, Pachistopelma y Iridopelma poseen pelos de tipo II. (Toni Hoover, 1997)
Los pelos urticantes de tipo III son más eficientes para defenderse de vertebrados e invertebrados.
Los tipos III y IV son los más irritantes para depredadores mamíferos.

### Tipos particulares de las distintas especies

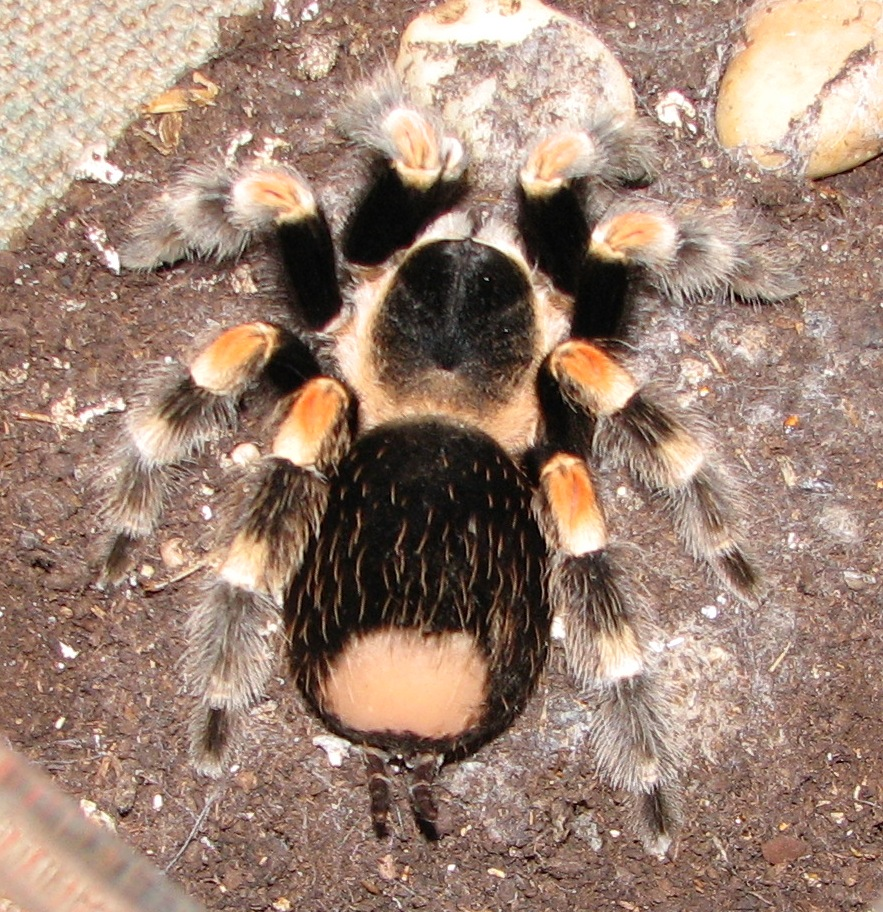
Una hembra adulta de Brachypelma smithi, mostrando una zona pelada luego de desprenderse de pelos de su abdomen. Luego de la muda los pelos vuelven a crecer.

Cada especie de tarántula no posee necesariamente todos los tipos de pelos urticantes.
Los pelos urticantes de tipo II se presentan en el género Avicularia, Iridopelma y Pachistopelma (subfamilia Aviculariinae).
Los pelos urticantes de tipo I y III son representativos de las Lasiodora y Acanthoscurria, excluida la Grammostola (que posee los tipos III y IV).
Los pelos urticantes de tipo III se presentan en especies de Theraphosa, Nhandu, Megaphoboema, Sericopelma, Eupalaestrus, Proshapalopus, Brachypelma, Cyrtopholis, Iracema y otros géneros de la subfamilia Theraphosinae (Rick West, 2002).
Los pelos urticantes de tipo V son típicos de las especies del género Ephebopus. Los mismos se encuentran en los pedipalpos. Son mucho más cortos y livianos que otros tipos de pelos urticantes. Estos son fácilmente lanzados al aire por la araña (Marshal y Uetz, 1990).
Los pelos urticantes de tipo VI se presentan en el género Hemirrhagus (F. Perez-Miles, 1998).
Según Vellard (1936) y Buecherl (1951), los géneros con los pelos más urticantes son Lasiodora, Grammostola y Acanthoscurria.

### Comportamiento defensivo utilizando pelos urticantes
Las tarántulas de América cuando se enfrentan con un peligro, se vuelven hacia el atacante y frotan sus patas traseras contra el opistosoma lanzando los pelos urticantes en dirección al enemigo. La nube de pequeños pelos se introducirá en las membranas mucosas de los mamíferos pequeños y les causará un edema, el cual puede ser mortal. Estudios realizados sugieren que los pelos causan daños tanto mecánicos como químicos a la piel y a las membranas.
La reacción y el grado de irritación contra una barrera defensiva con pelos urticantes puede variar mucho, dependiendo de cada especie. Algunos, como por ejemplo los pelos de la Tarántula chilena rosa (Grammastola rosea) y la Tarántula de patas rosadas (Avicularia avicularia), son relativamente inofensivos e inocuos para los humanos. Otros, como los de la Tarántula de rodillas blancas (Acanthoscurria geniculata), son moderadamente irritantes. Existen otros como los de la Tarántula gigante (Theraphosa blondi), que producen reacciones más severas. Estos pelos pueden producir irritaciones muy dolorosas, y han sido comparados con las reacciones producto del contacto con fibras de vidrio.